# Fiat Punto (1993)
La Fiat Punto del 1993 è la prima di una famiglia di vetture di tipo utilitaria, prodotta dalla casa automobilistica italiana Fiat Auto concepita come erede della Fiat Uno. La sua produzione è incominciata nel 1993 per poi cessare nel 1999, anno in cui è stata sostituita dalla seconda serie.

## Contesto
La prima apparizione di questo modello (numero di progetto 176) risale al Salone dell'automobile di Francoforte del 1993. Disegnata da Giorgetto Giugiaro, già autore delle linee della Uno che andava a sostituire, rispetto alla sua progenitrice era più lunga di 7 cm, raggiungendo i 376 cm di lunghezza, i 145 cm di altezza (4 cm in più) e i 162 cm di larghezza (quasi 7 cm in più).
L'accoglienza della critica e del pubblico furono in ogni caso molto positive e la Punto riuscì ad aggiudicarsi nel 1995 l'ambito titolo di Auto dell'anno, oltre al Compasso d'Oro per Giugiaro. In quell'anno risultò essere anche l'auto più venduta in Italia sia nella versione a benzina sia diesel, dopo aver venduto nel primo anno di commercializzazione, tra il 1993 e il 1994, circa 640 000 unità. Ha raggiunto il traguardo di un milione e mezzo di auto vendute in appena un anno e mezzo di vendite.
Per quanto riguarda l'impostazione generale seguì la tradizione delle auto di quel periodo, con motore e trazione anteriori e carrozzeria a 2 volumi con portellone posteriore per accedere più comodamente al vano bagagli.
Sin dall'uscita sul mercato il modello è stato reso disponibile in 14 colori e 31 versioni tra cui una sportiva, la GT. La scelta possibile era fra tre e cinque porte, tre livelli di allestimento con motore benzina dai 1100 ai 1600 cm³ di cilindrata e con cambio manuale a 5 marce o automatico a variazione continua controllato elettronicamente, e Motore Diesel da 1700 cm³ in versioni aspirata e TD.
Grande fu il passo avanti fatto con la Punto dal punto di vista della sicurezza passiva: scocca a deformazione programmata, a elevata rigidità torsionale, interruttore inerziale antincendio di serie su tutte le versioni, sedili anteriori con traversa anti-submarining per evitare lo scivolamento del bacino, airbag ad attivazione elettronica (optional sia per conducente che per il passeggero anteriore, tranne su alcune versioni), abbinati a pretensionatori pirotecnici per le cinture di sicurezza. Per quanto riguarda la sicurezza attiva, da segnalare la disponibilità come optional (tranne in alcuni allestimenti) dell'ABS. Una primizia anche le luci di arresto poste in alto, per aumentare la visibilità della vettura al momento della frenata anche dai conducenti della vettura non adiacente.

### La versione GT

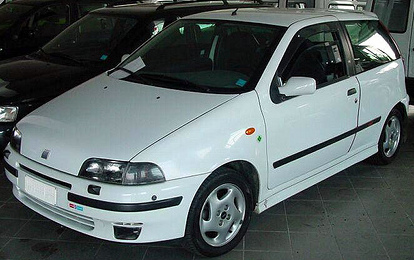
Una Punto GT dopo il 1º restyling

La versione GT era la più sportiva della gamma con un motore da 1372 cm³, lo stesso della Fiat Uno Turbo seconda serie (e derivante a sua volta dal motore della Fiat 128) fornito di turbocompressore IHI VL7-2 con intercooler, erogante 133 CV (il prima serie) e in grado di spingere l'autovettura oltre i 200 km/h e accelerare da 0 a 100 km/h in 7,9 secondi.
Veniva fornita con la dotazione di serie delle versioni "ELX" con in più: specchietti elettrici riscaldabili in tinta carrozzeria, cerchi in lega da 14" con canale da 5,5j e pneumatici 185/55, minigonne, lavafari sul paraurti anteriore, ABS a 4 sensori, fari regolabili in altezza, sedili sportivi (lato guida regolabile in altezza), volante in pelle regolabile in altezza, pomello e cuffia cambio in pelle. A richiesta: 2 airbag (quello dal lato guida di serie dal 1995), climatizzatore, interni in pelle dedicati e i vari optional previsti per l'intera gamma.
La Punto GT ha subìto due restyling: nel primo, datato 1995, i fari anteriori sono sostituiti con dei gruppi dalle stesse caratteristiche ma color fumé (infatti quelli della versione originale erano gli stessi a doppia parabola della Punto ELX) le minigonne sottoporta ora sono verniciate in tinta carrozzeria, cambia il logo "GT" sul portellone e sulle fiancate i paracolpi perdono la striscia rossa, il quadro strumentazione passa dal nero al bianco, i sedili assumono una seduta più bassa e un profilo più avvolgente, il volante sempre rivestito in pelle viene sostituito con lo stesso usato per la Fiat Barchetta e per la Fiat Coupé. Inoltre le cartelle delle portiere diventano piatte e imbottite anziché sagomate.

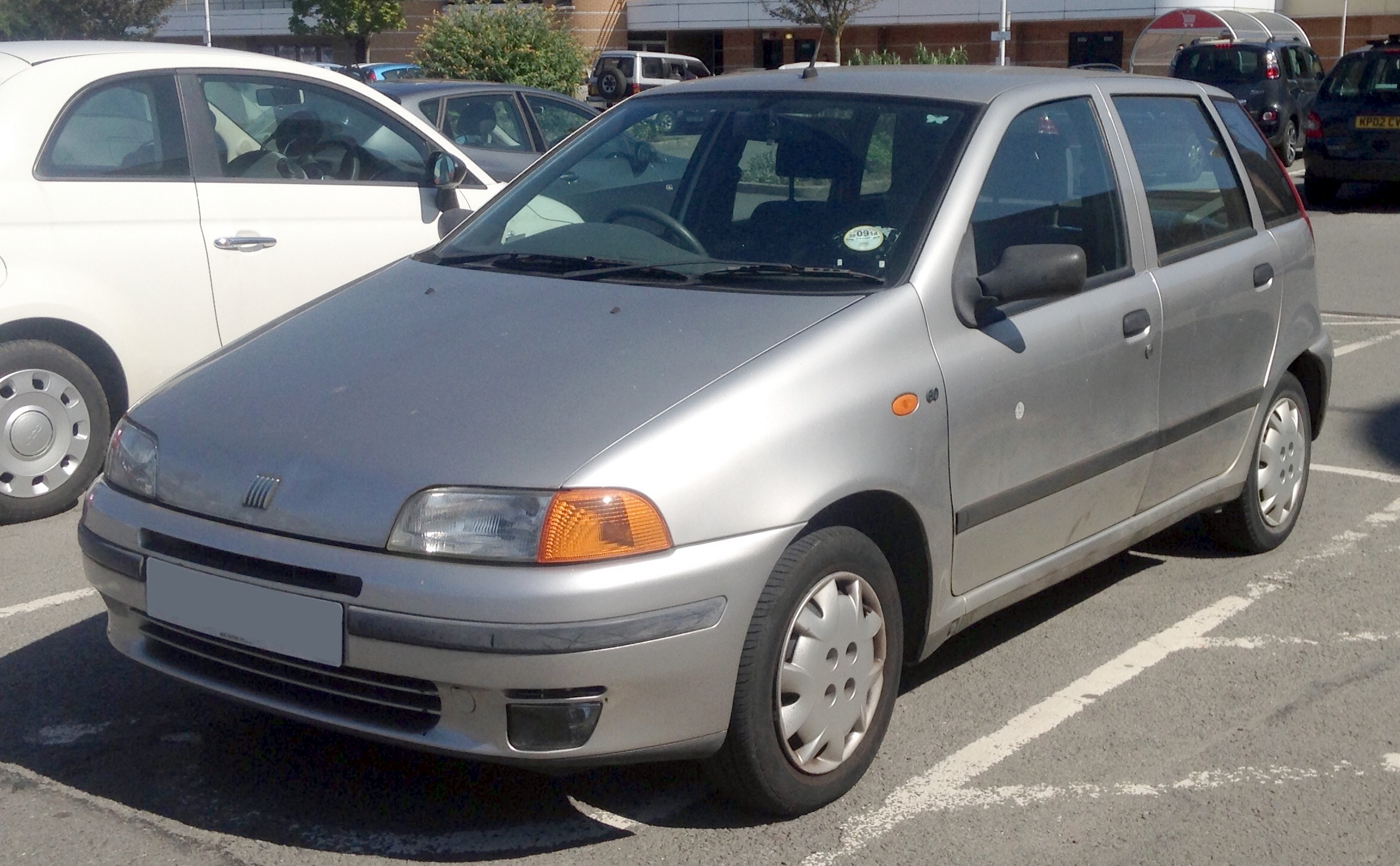
Una Punto restyling 1997

Il secondo restyling (1997) esteticamente ha visto pochi cambiamenti: il cruscotto passa dal color grigio chiaro a scuro, così come le plastiche interne, il rivestimento dei sedili presenta i loghi GT, il condizionatore viene offerto di serie, gli specchi esterni sempre elettrici e in tinta, presentano ora una calottina smontabile. Leggermente ridotta la dotazione di serie interna. Modifiche piuttosto importanti, invece, per quanto riguarda il motore: viene sostituita la testa, la valvola del minimo, l'albero a camme e altri particolari di minore importanza per rientrare nei parametri di emissioni inquinanti previsti dalla categoria Euro 2, i CV scendono a 130 che consentono di passare da 0–100 km/h in 8,2 secondi. Potenziato l'impianto frenante.

### Fiat Punto Abarth
Fin dall'inizio FIAT aveva deciso che la Punto GT non avrebbe dovuto essere la Punto più potente. Infatti era stato previsto un modello dal semplice nome di Abarth, con poche differenze estetiche rispetto alla GT (solo i parafanghi avrebbero dovuto essere più bombati rispetto a quelli standard) ma con una differenza abissale nella scelta del motore. FIAT era indecisa se utilizzare un 1800 cm³ o un 2000 cm³. La potenza sarebbe stata portata a circa 150 cavalli.
La Punto Abarth non è mai stata commercializzata.

### Fiat Punto Cabrio

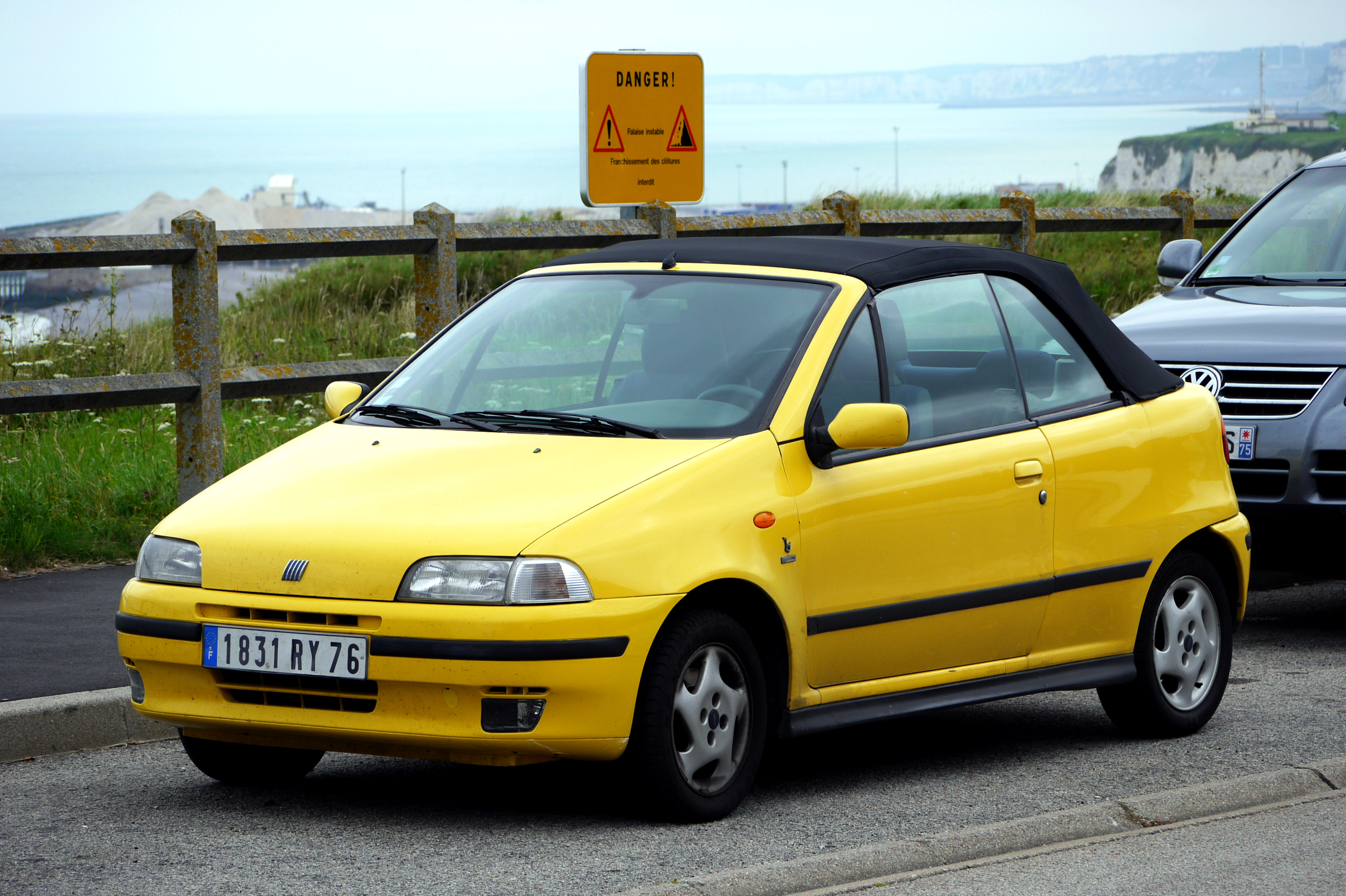
Fiat Punto cabrio

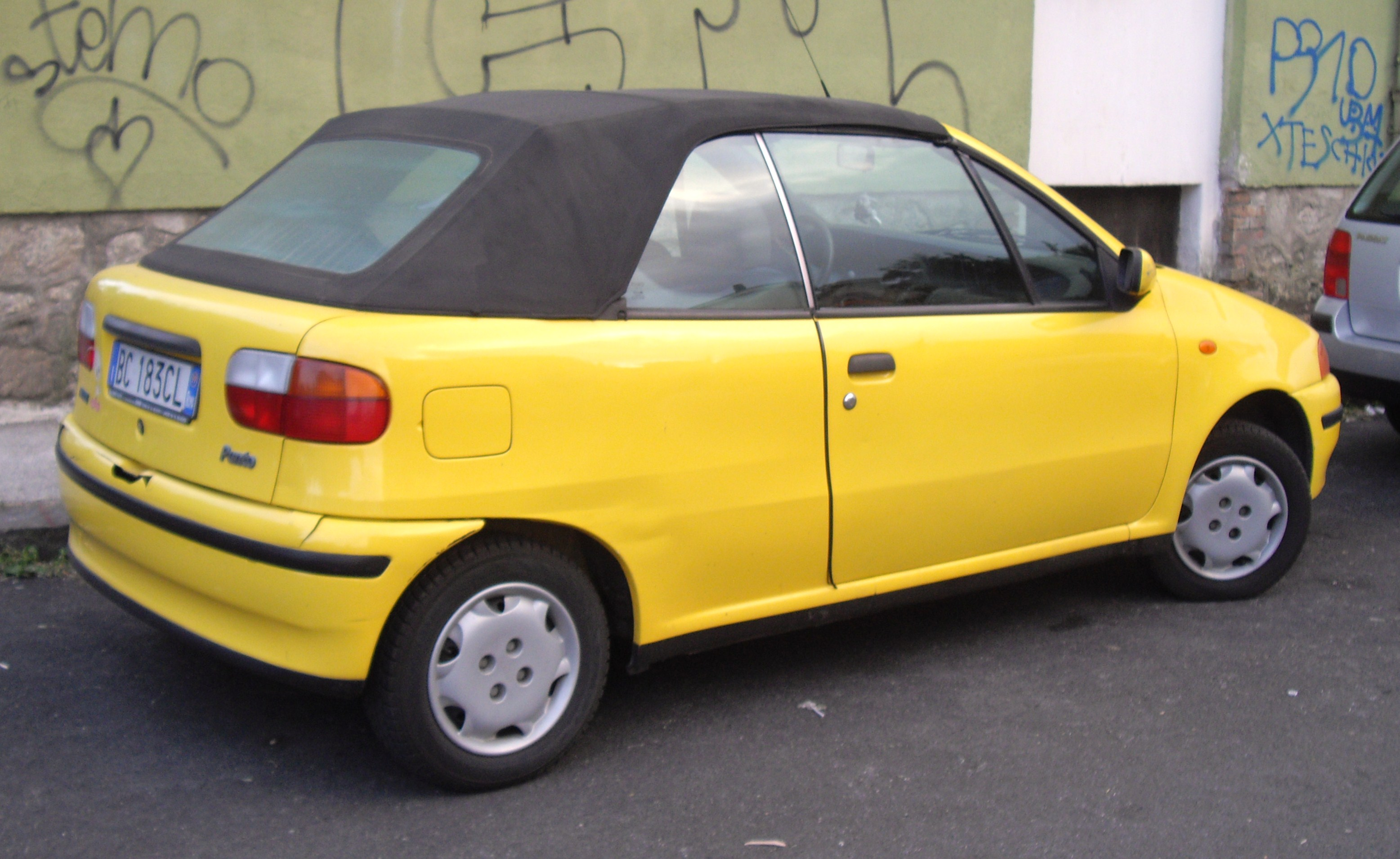
Retro di una Punto cabrio

Nel 1994 fece il suo esordio anche la Punto Cabrio, versione scoperta dell'utilitaria italiana, disegnata e prodotta da Bertone, che differiva dalla Punto normale nella fanaleria posteriore, oltre che, ovviamente, nella linea. Montava un motore a benzina 1.2 60 CV o 1.6 88 CV, sostituito poi nel 1997 con il 1.2 16v 86cv. Commercializzata a partire dall'estate di quell'anno, ne sono stati ordinati circa dodicimila esemplari in pochi mesi in tutta Europa.

### Altre versioni
La motorizzazione 1100 benzina si poteva avere anche accoppiata a un cambio meccanico a 6 rapporti nella versione 55 6Speed (in seguito anche Team). Tale versione era caratterizzata da un rapporto finale della trasmissione più corto rispetto al 5 marce, il che conferiva ulteriori doti di accelerazione e ripresa.
Gli allestimenti andavano dal più spartano S, all'intermedio SX che aggiunge vetri elettrici, contagiri, termometro acqua e gli indicatori di direzione anteriori trasparenti. Infine c'è l'ELX, riconoscibile esternamente per i paraurti in tinta, le ruote da 14", le spie della mancata chiusura delle porte, delle luci stop non funzionanti e di usura pattini frenanti e rivestimenti interni migliori (sellerie, pannelli porta, mobiletto centrale intero), abbinati a un volante di diverso design. Di serie anche il telecomando porte e le luci fendinebbia anteriori. Fra gli optional predisposizione autoradio, ABS, servosterzo (di serie su tutte le versioni diesel anche negli allestimenti più economici, sempre in abbinamento ai cerchi ruota da 14") e aria condizionata.
Da menzionare la presenza di allestimenti speciali come ED, acronimo di "Economy Drive", che rappresentava una Punto 55 S con rapporti al cambio allungati in funzione di una maggiore economia di esercizio, e HSD, acronimo di High Safety Drive, quest'ultimo rappresentava una Punto 75 SX avente di serie airbag (diventato doppio con il MY98), servosterzo, climatizzatore, poggiatesta posteriori, ABS e correttore d'assetto dei fari.
Dal telaio della Punto nacque l'autovettura spider Fiat Barchetta. Altro allestimento interessante era lo "Sporting", che replicava in parte la GT ma in abbinamento alle normali motorizzazioni (1.2 16v 86cv con rapporti al cambio più corti delle versioni normali).
Esisteva anche la versione van, disponibile sia benzina (1.1i) sia Diesel (1.7 D, TD 60, turbodiesel).

### Gamma Punto 1993 (1993-1996)
3 porte
- 55 ED/S/SX/6 Speed (1108 cm³, 54 CV, 150 km/h)
- 60 S/SX (1242 cm³, 60 CV, 160 km/h)
- 60 Selecta (1242 cm³, 60 CV, 150 km/h)
- 75 S/SX/EL[12]/ELX/HSD (1242 cm³, 73 CV, 170 km/h)
- 90 SX/ELX/Sporting (1581 cm³, 88 CV, 178 km/h)
- GT (1372 cm³, 133 CV, 200 km/h)
- D S/SX (1698 cm³, 57 CV, 150 km/h)
- TD S/SX/ELX (1698 cm³, 71 CV, 163 km/h)

5 porte
- 55 S/SX (1108 cm³, 54 CV, 150 km/h)
- 60 S/SX (1242 cm³, 60 CV, 160 km/h)
- 60 Selecta (1242 cm³, 60 CV, 150 km/h)
- 75 S/SX/ELX/HSD (1242 cm³, 73 CV, 170 km/h)
- 90 SX/ELX (1581 cm³, 88 CV, 178 km/h)
- D S/SX (1698 cm³, 57 CV, 150 km/h)
- TD S/SX/ELX (1698 cm³, 71 CV, 163 km/h)

Cabrio (1994-1996)
- 60 S (1242 cm³, 60 CV, 150 km/h)
- 90 ELX (1581 cm³, 88 CV, 170 km/h)

### Concept, prototipi e versioni speciali
Si deve alla Giannini una versione più estrema della GT, chiamata Punto Drago, regolarmente disponibile sul mercato dell'epoca.
Rimase invece allo stadio di prototipo (conservato presso il Museo di Volandia) la Punto Racer, realizzata da Bertone sulla base della cabrio e presentata al Motor Show di Torino del 1994; la vettura, simile esteticamente alla cabrio, era caratterizzata dalla vena sportiva e da linee più aggressive e aerodinamiche che, anche grazie al tettino rigido, dotavano la vettura di un Cx inferiore alla versione base; la meccanica era quella della Punto 90, con iniezione multipoint e una potenza di 88 cavalli.
La Boneschi mise in progetto invece un pick-up con 6 ruote che utilizzava la meccanica e l'anteriore della Punto, denominato Doblone e presentato nel 1994. Altre concept car sulla base della Punto, presentati alla Salone di Torino di 1994, erano la Punto Surf di Coggiola, la Lampo di I.De.A Institute, la Maggiora Punto Scia, la Punto Sport Monomille di Zagato, la Punto Firepoint di Italdesign Giugiaro, la Marazzi Punto Cabrio Wagon e la Punto Beach di Scioneri.

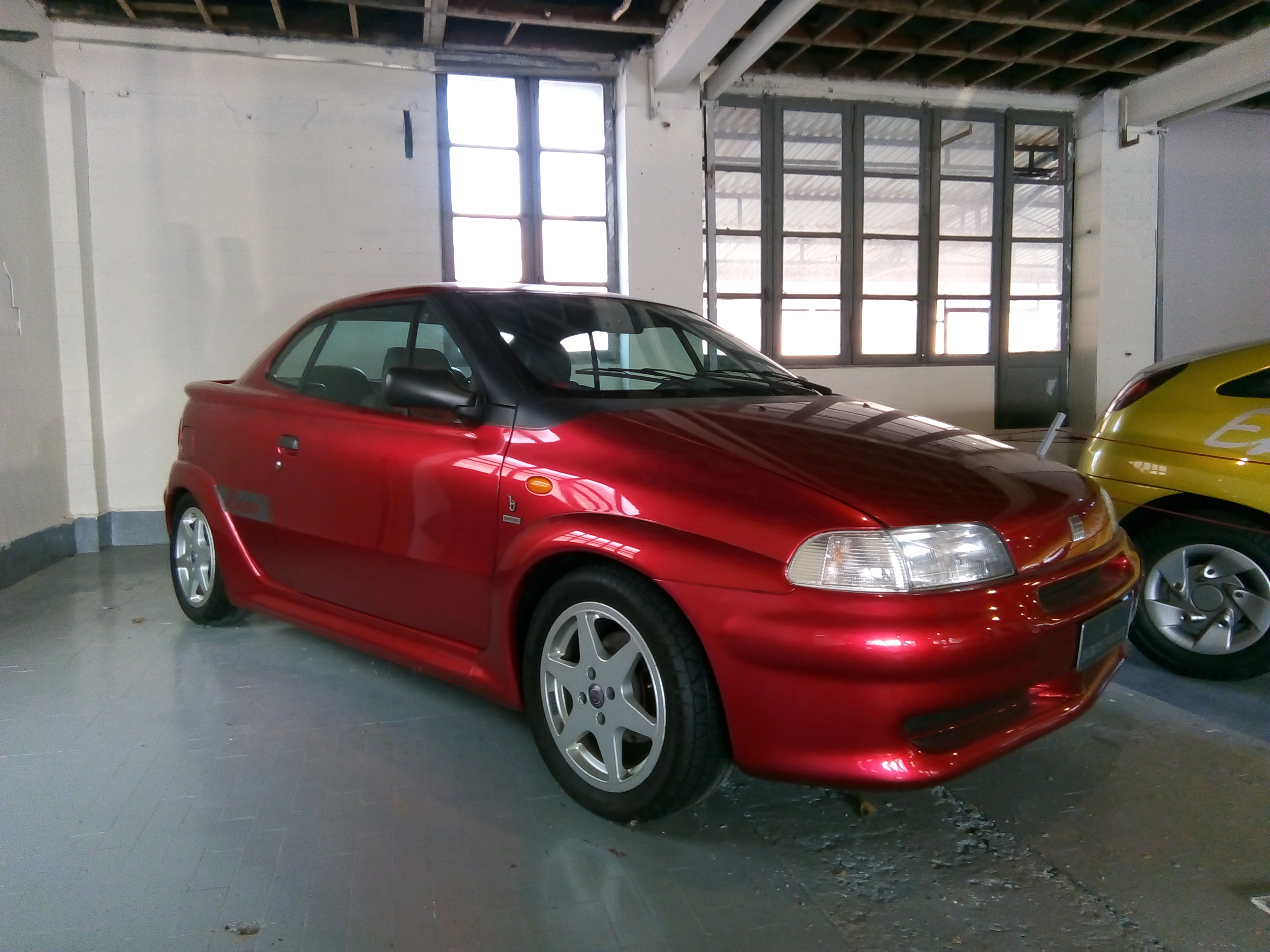
Bertone Punto Racer
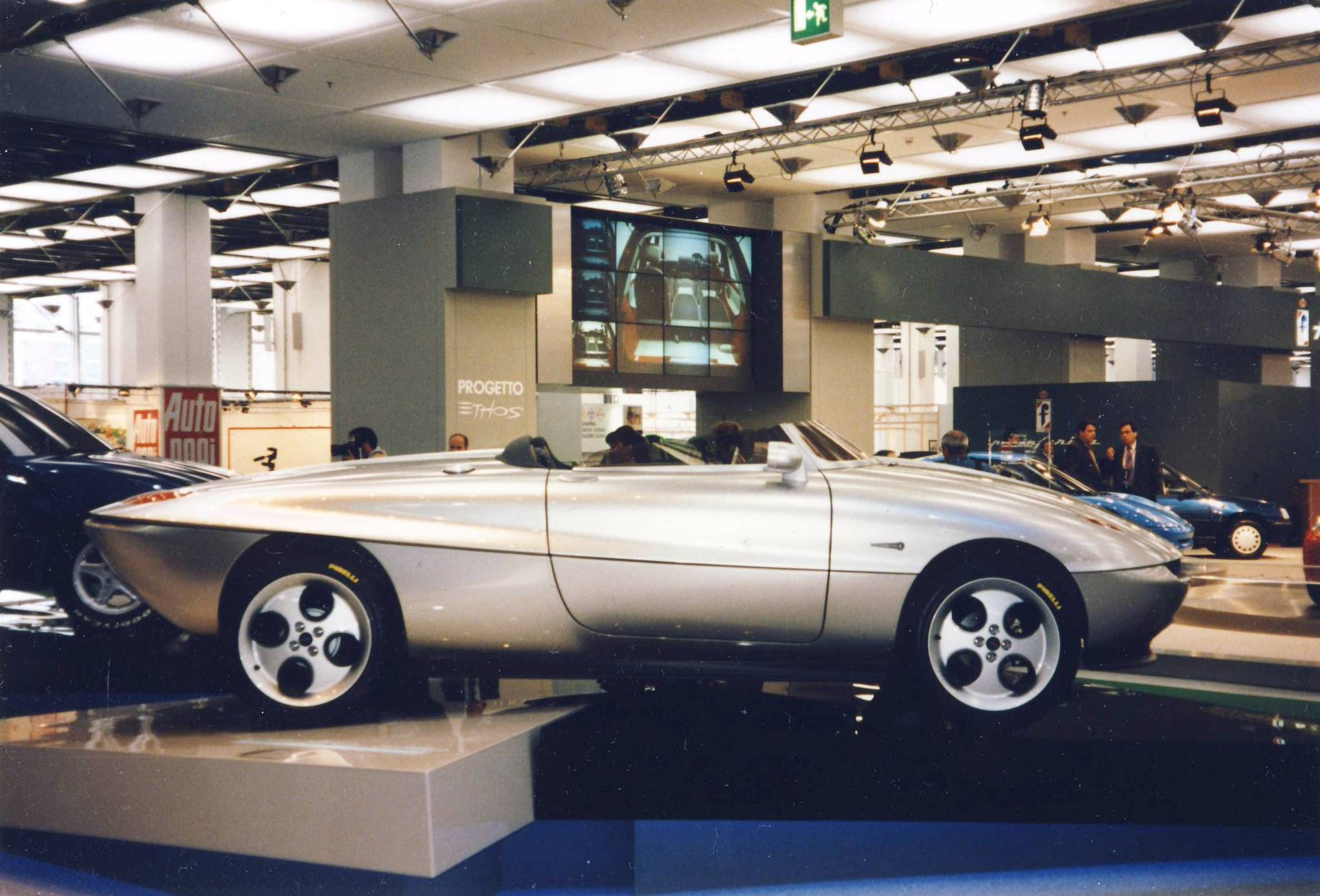
Maggiora Punto Scia
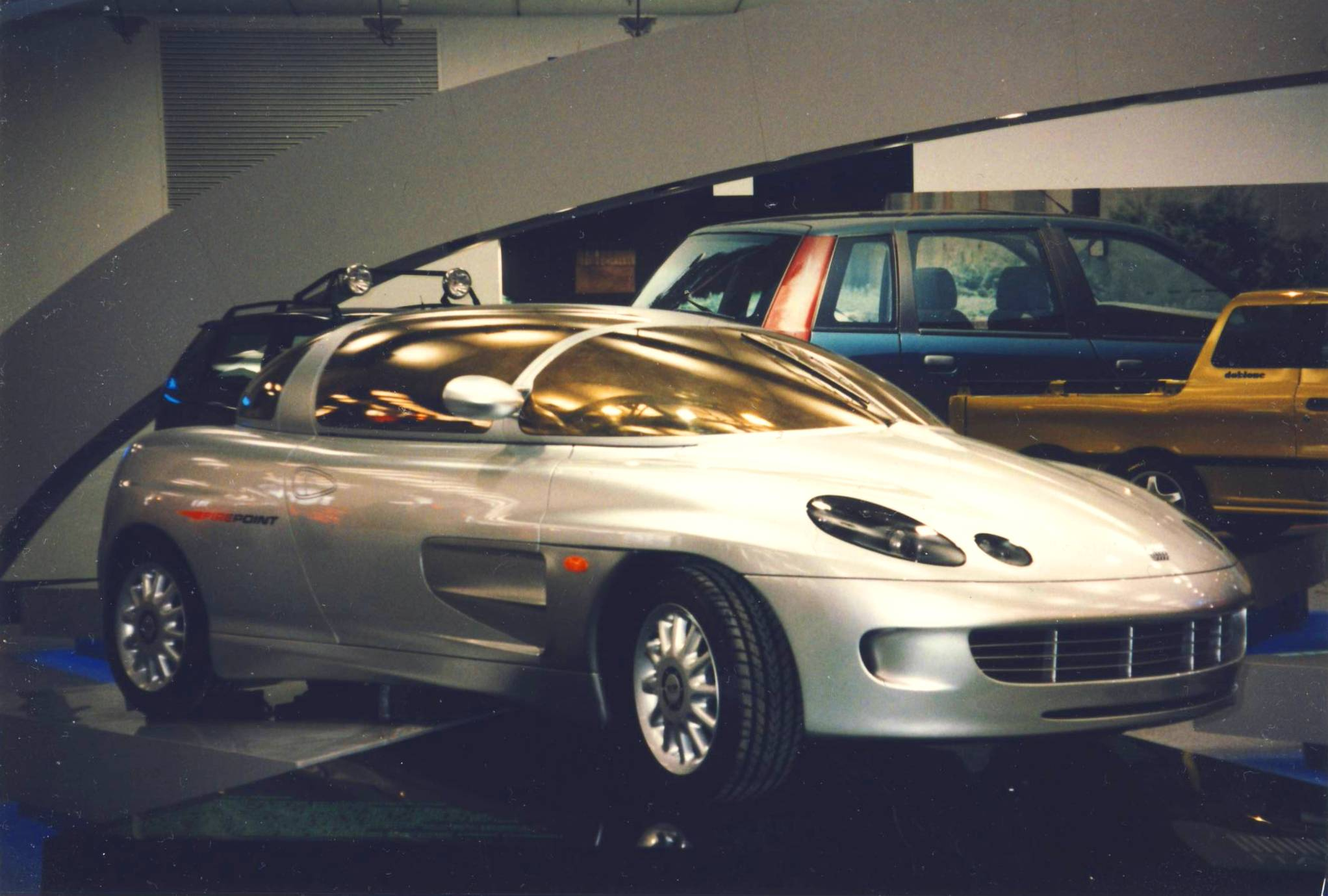
Italdesign Punto Firepoint
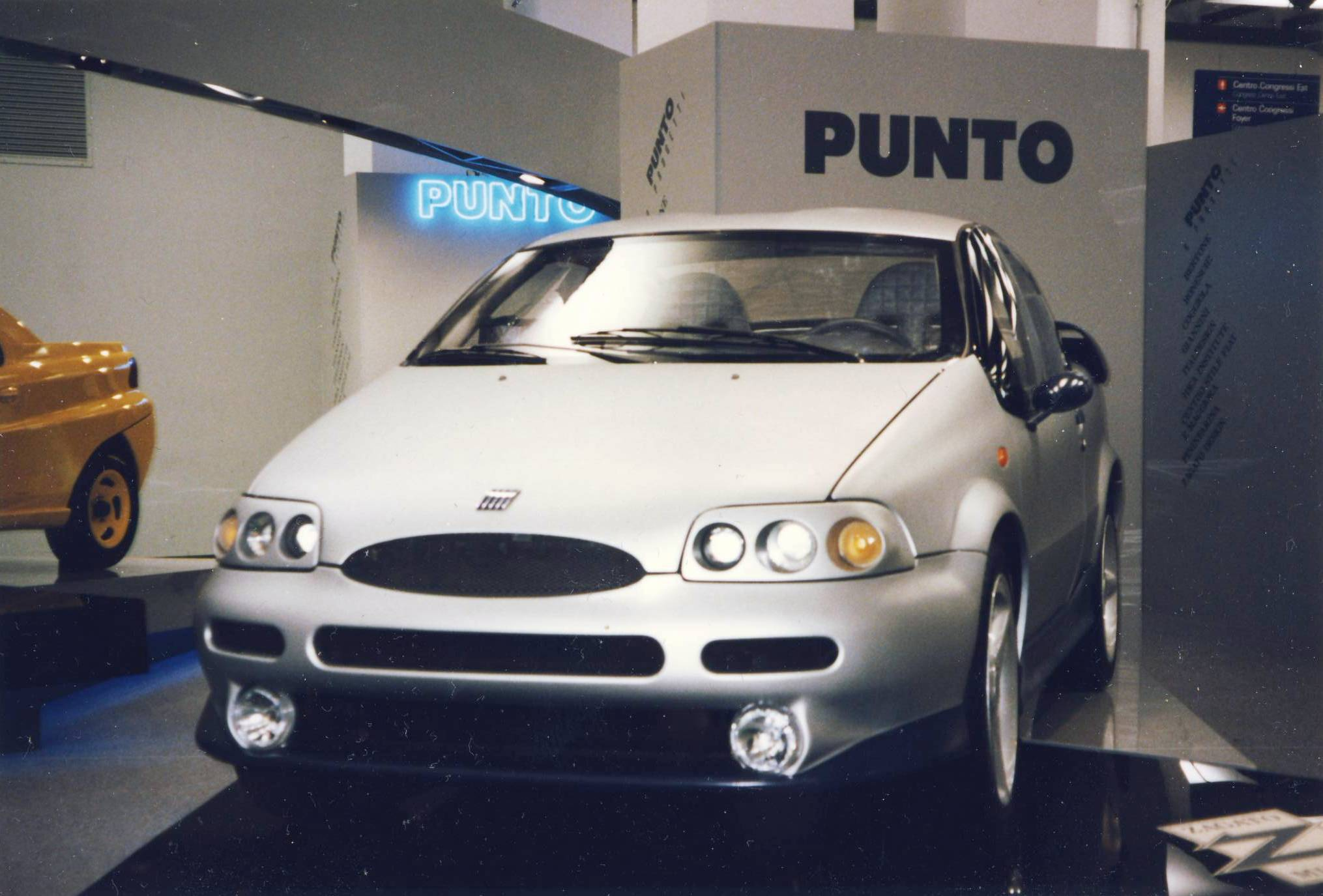
Zagato Punto Sport Monomille
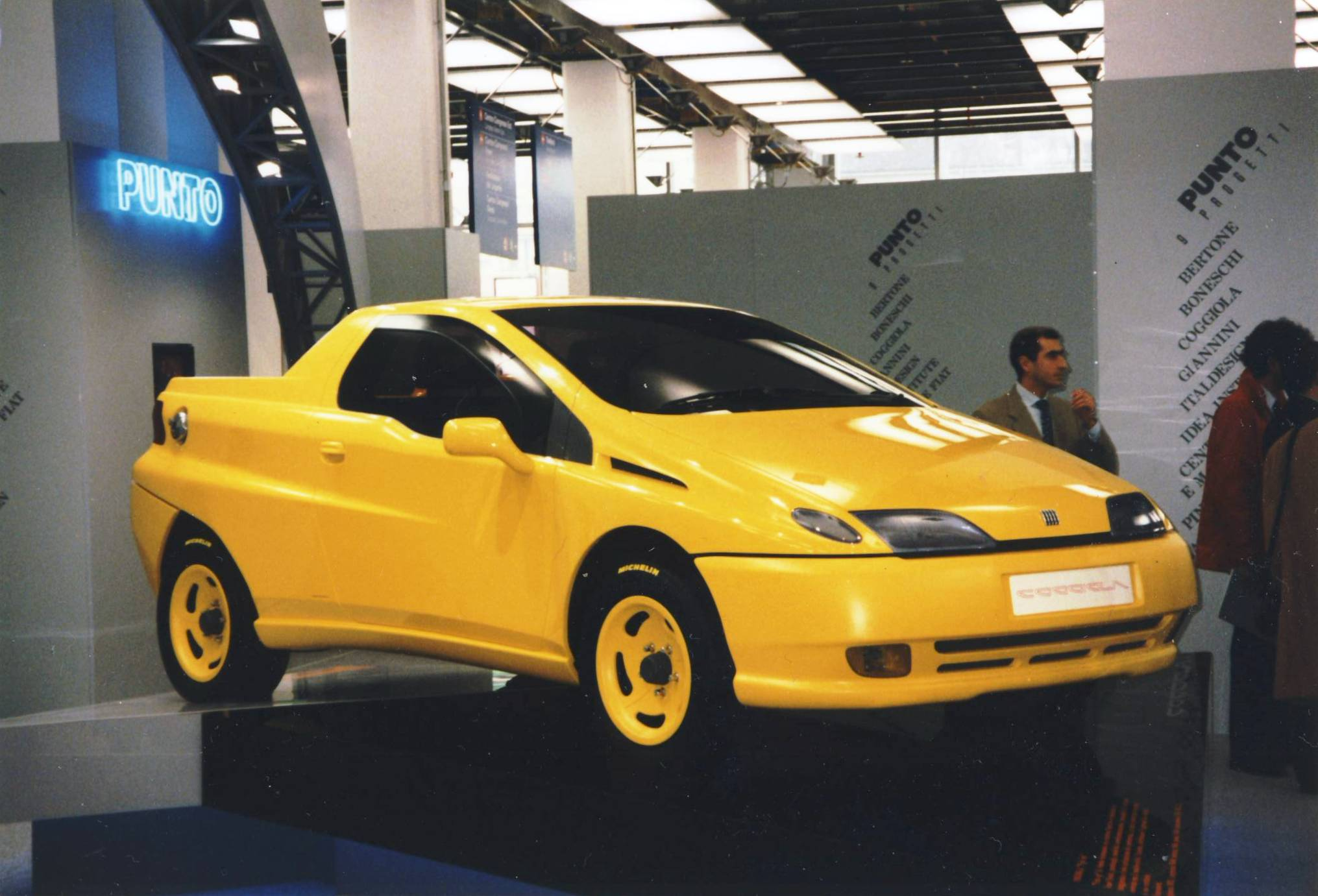
Coggiola Punto Surf
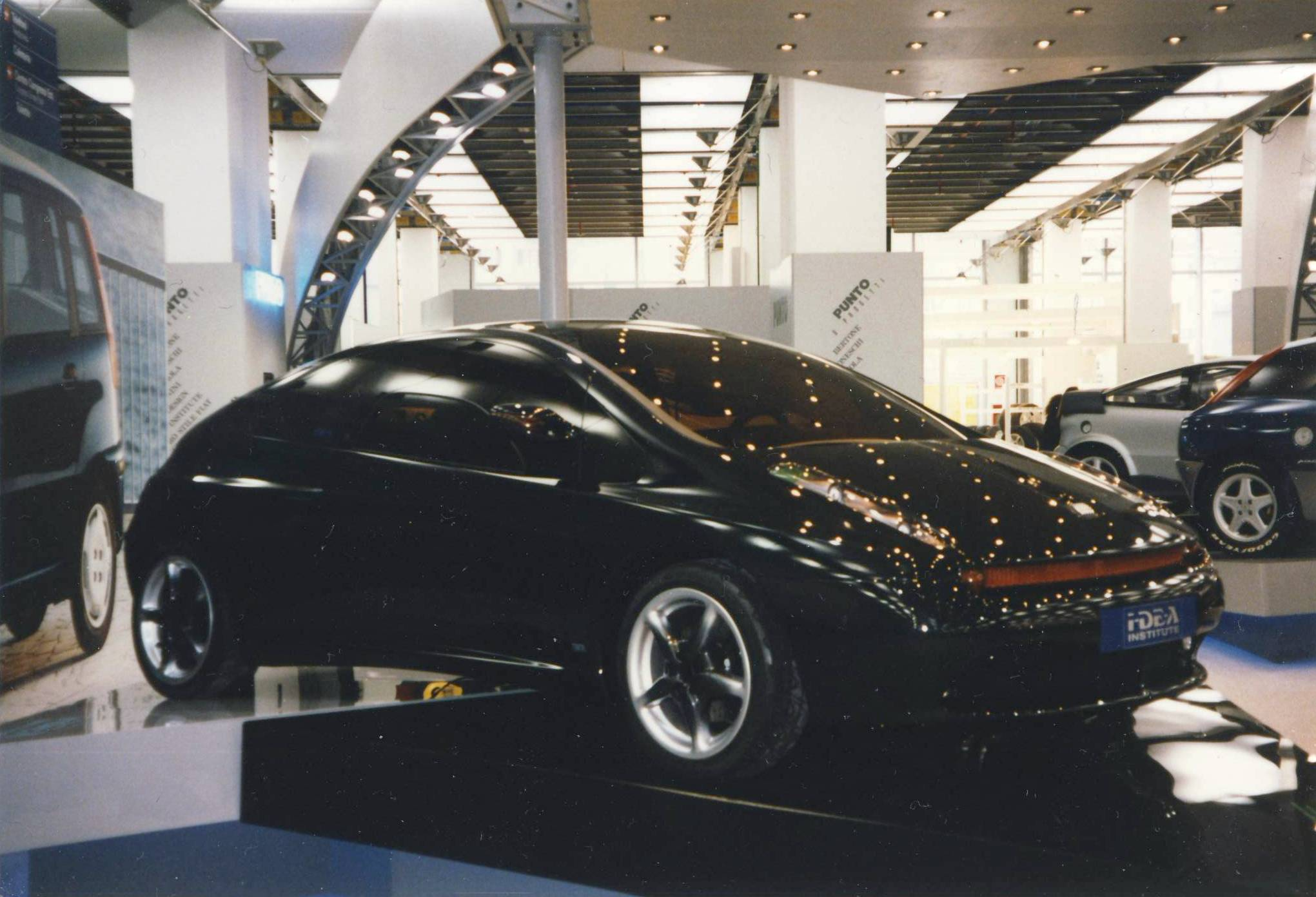
I.DE.A Lampo
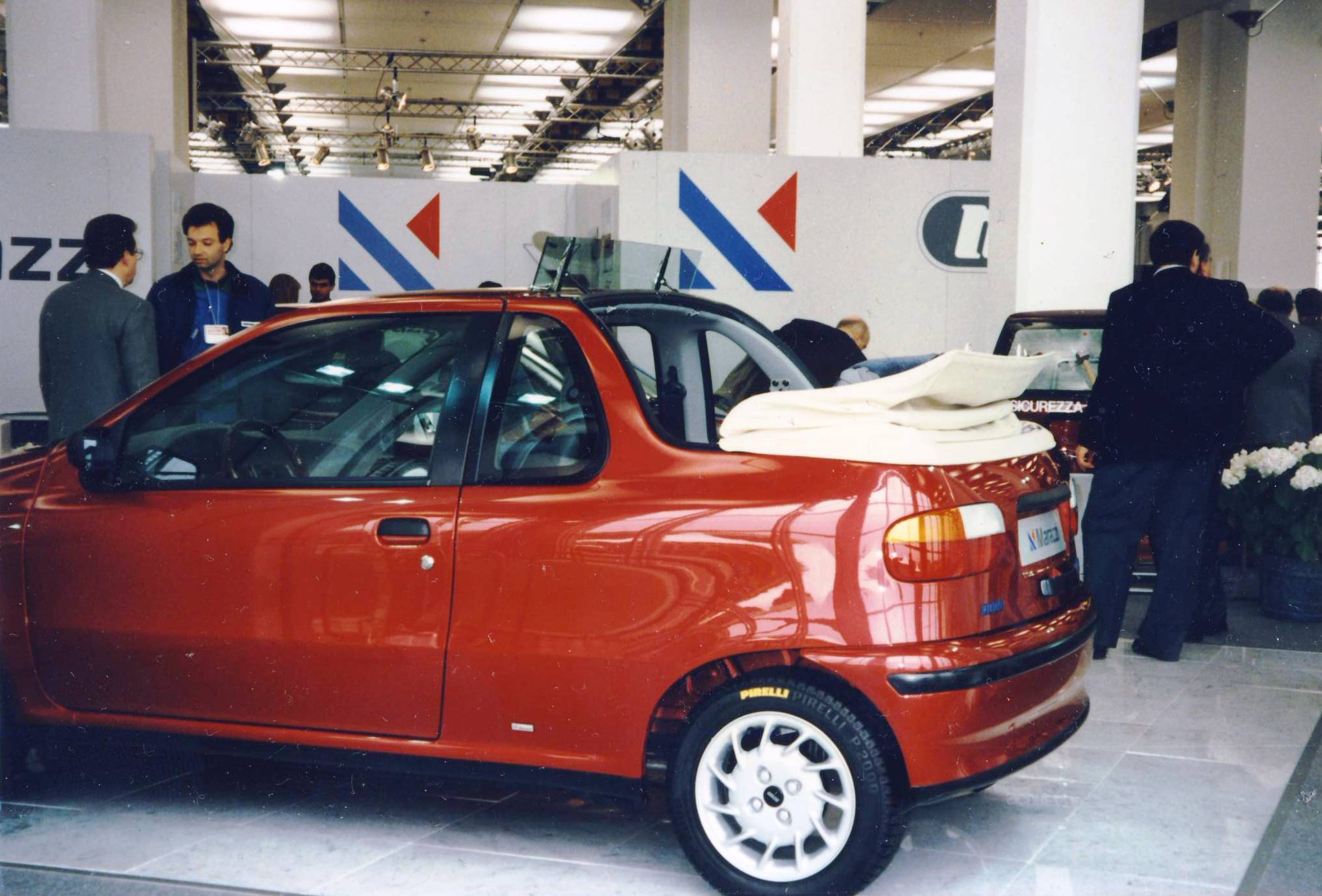
Marazzi Punto Cabrio Wagon
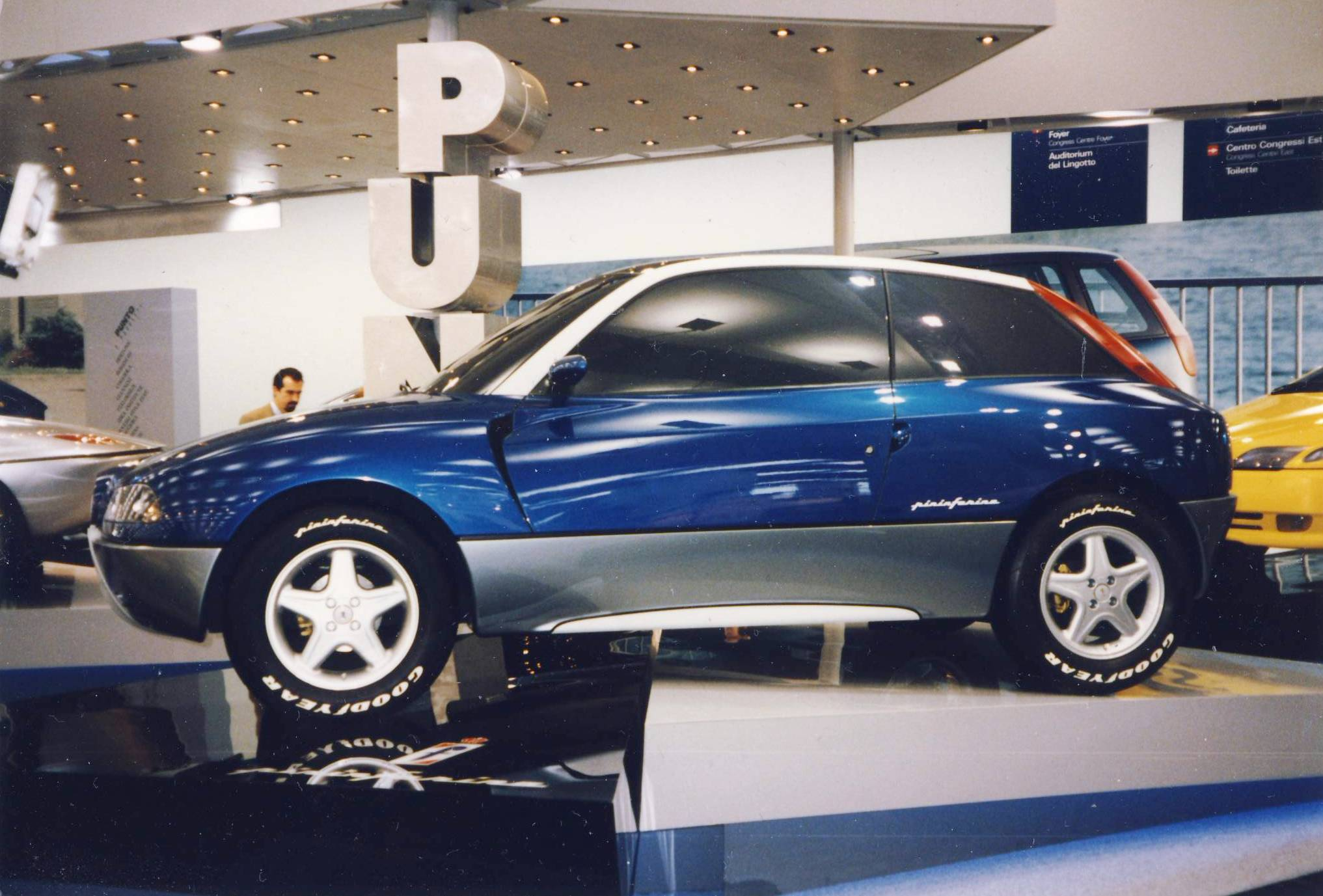
Pininfarina Spunto
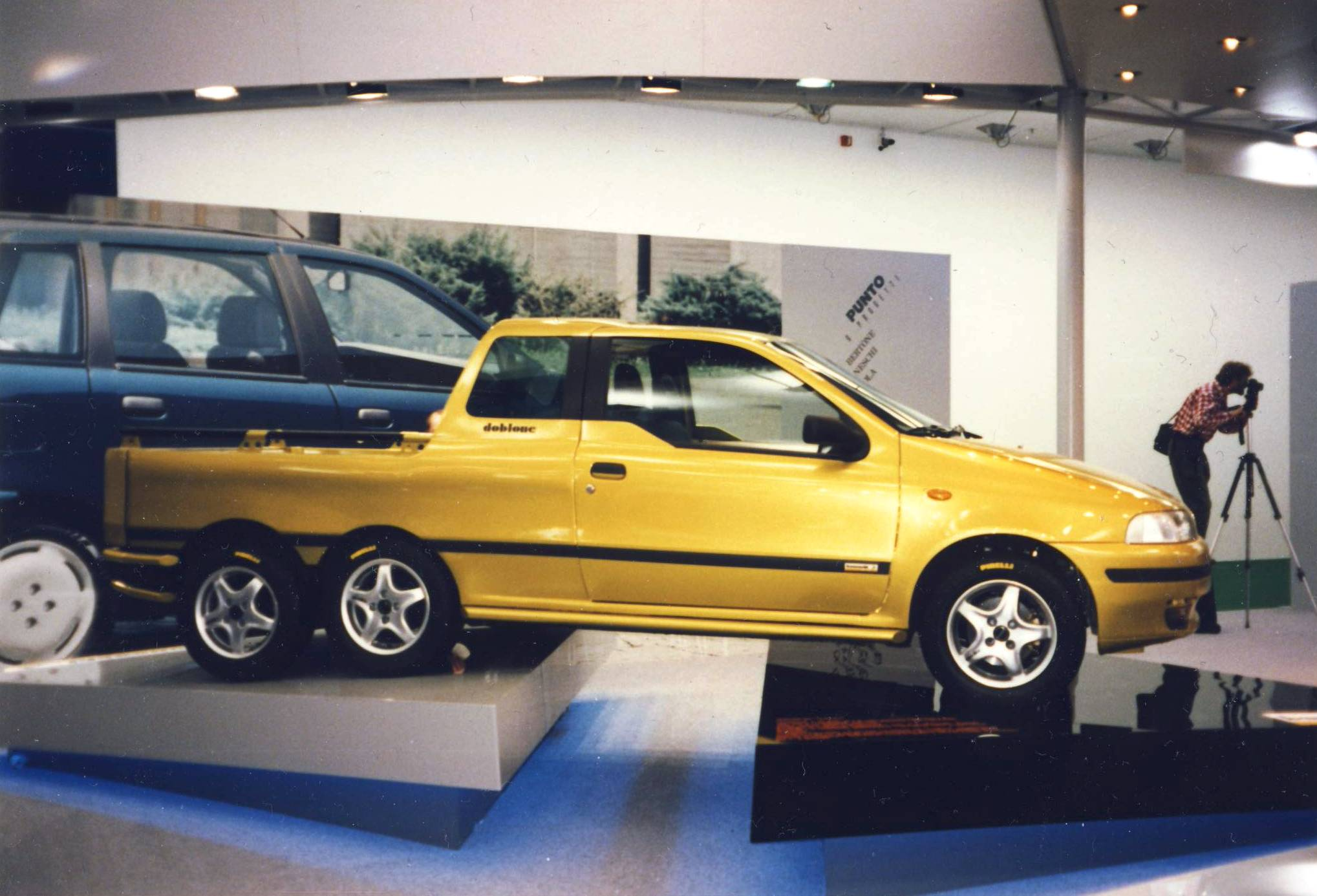
Boneschi Doblone
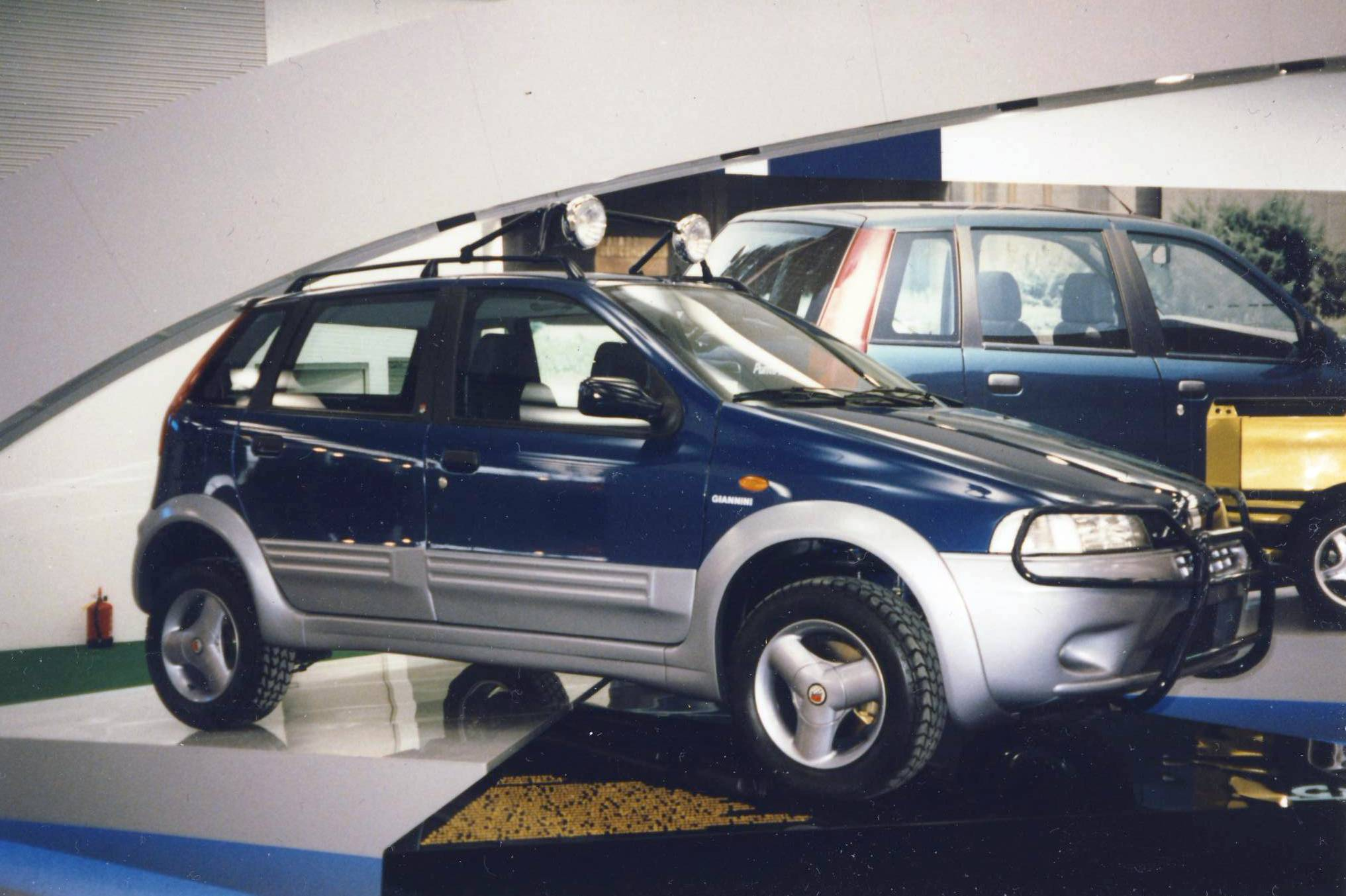
Giannini Punto 4x4 TL/Drago

### Aggiornamento gamma 1997

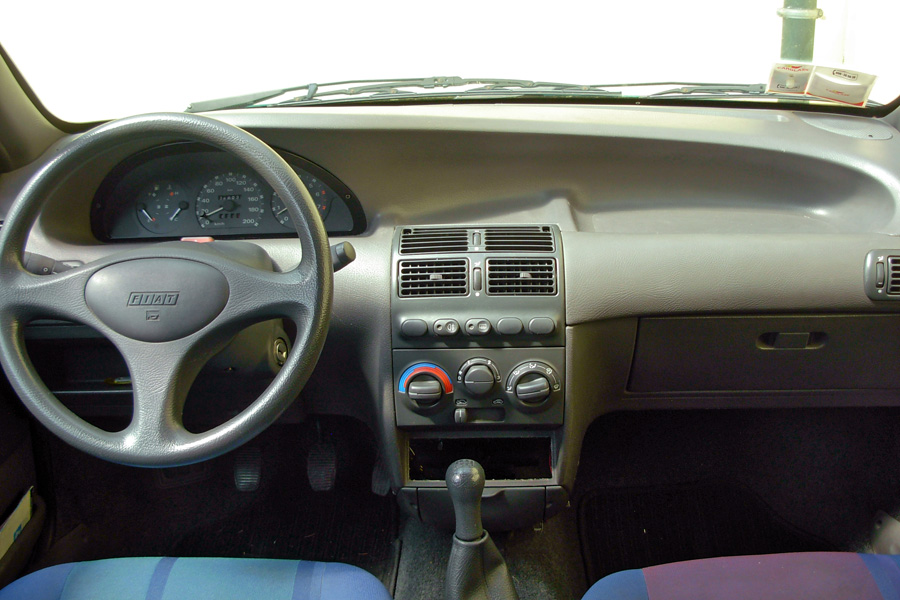
Interno di una Punto 55 SX del 1997

La Punto nel 1997 ha beneficiato di un leggero restyling sia per quanto riguarda gli esterni con nuove tinte e nuovi copricerchi, sia per quanto riguarda gli interni con plastiche di colore più scuro, quadro strumenti dal diverso disegno (già dal 1996) e tappezzerie rinnovate. Vengono anche apportate delle modifiche su alcuni dettagli come la semplificazione dell'impianto elettrico nelle versioni S e Diesel, la sostituzione di alcune guarnizioni in ABS, con altre in PVC, e altro. La meccanica è stata aggiornata e ha visto l'esordio della versione a 16v del noto 1242 cm³ Fire dopo l'esordio ufficiale nello stesso anno sulla cugina Lancia Y (come avvenne nel 1985 per il primo 999 cm³ su Autobianchi Y10), tuttora fra i migliori motori di questa cilindrata, per potenza e rendimento. La versione 85 16v sostituì la 90, anche nella versione Sporting con rapporto finale più corto per guadagnare in accelerazione. Il nuovo 1242 consentiva un netto risparmio di carburante e un risparmio anche sul premio dell'assicurazione. Le prove di riviste dell'epoca parlavano di uno 0–100 km/h in 11,7 s per la 85 16v, e 10,9 s per la Sporting col chilometro da fermo coperto in poco più di 32 secondi.
La Sporting adottava le stesse sospensioni sportive (molle, ammortizzatori, barre antirollio) e ruote della sorella GT, grazie alle quali, dato anche il peso inferiore di ~70 kg (motore e cambio) rispetto alla GT, aveva un'ottima dinamicità di guida (stabilità e prontezza).
La versione GT passò da 133 a 130 CV per via delle norme anti-inquinamento Euro2, mentre venne eliminata dal listino la versione Diesel aspirata, che aveva raccolto poco successo commerciale; la versione TD viene declinata adesso in due livelli di potenza (60 CV e 70 CV) ottenuti grazie alla diversa regolazione del turbocompressore.

### Gamma Punto 1997
3 Porte
- 55 S/SX/6 Speed (1108 cm³, 54 CV, 150 km/h)
- 60 S/SX (1242 cm³, 60 CV, 160 km/h)
- 60 Selecta (1242 cm³, 60 CV, 150 km/h)
- 75 SX/ELX (1242 cm³, 73 CV, 170 km/h)
- 85 16v ELX/Sporting (1242 cm³, 86 CV, 177 km/h)
- GT (1372 cm³, 130 CV, 200 km/h)
- TD 60 S/SX (1698 cm³, 63 CV, 155 km/h)
- TD 70 SX/ELX (1698 cm³, 69 CV, 163 km/h)

5 porte
- 55 S/SX (1108 cm³, 54 CV, 150 km/h)
- 60 S/SX (1242 cm³, 60 CV, 160 km/h)
- 60 Selecta (1242 cm³, 60 CV, 150 km/h)
- 75 SX/ELX (1242 cm³, 73 CV, 170 km/h)
- 85 16v ELX (1242 cm³, 86 CV, 177 km/h)
- TD 60 S/SX (1698 cm³, 63 CV, 155 km/h)
- TD 70 SX/ELX (1698 cm³, 69 CV, 163 km/h)

Cabrio
- 60 S (1242 cm³, 60 CV, 150 km/h)
- 85 16v ELX (1242 cm³, 86 CV, 177 km/h)
- 90 ELX (1581 cm³, 88 CV, 170 km/h)

Nel 1998, la gamma viene ulteriormente aggiornata, presentando nuovi allestimenti: Sole (versione base, sostituisce l'allestimento S), Star (versione intermedia, sostituisce l'allestimento SX, con climatizzatore di serie), Stile (sostituisce l'allestimento ELX, perdendo però i fari anteriori a doppia parabola).
3 Porte
- 55 Sole/6 Speed (1108 cm³, 54 CV, 150 km/h)
- 60 Sole/Star (1242 cm³, 60 CV, 160 km/h)
- 60 Selecta (1242 cm³, 60 CV, 150 km/h)
- 75 Stile (1242 cm³, 73 CV, 170 km/h)
- 85 16v Stile/Sporting (1242 cm³, 86 CV, 177 km/h)
- GT (1372 cm³, 130 CV, 200 km/h)
- TD 60 Sole/Star (1698 cm³, 63 CV, 155 km/h)
- TD 70 Stile (1698 cm³, 69 CV, 163 km/h)

5porte
- 55 Sole (1108 cm³, 54 CV, 150 km/h)
- 60 Sole/Star (1242 cm³, 60 CV, 160 km/h)
- 60 Selecta (1242 cm³, 60 CV, 150 km/h)
- 75 Stile (1242 cm³, 73 CV, 170 km/h)
- 85 16v Stile (1242 cm³, 86 CV, 177 km/h)
- TD 60 Sole/Star (1698 cm³, 63 CV, 155 km/h)
- TD 70 Stile/ELX (1698 cm³, 69 CV, 163 km/h)

Cabrio
- 60 Sole (1242 cm³, 60 CV, 150 km/h)
- 85 16v Stile (1242 cm³, 86 CV, 177 km/h)

Nel 1999 esce di produzione per lasciare posto alla nuova generazione di Fiat Punto.

## Motorizzazioni
| Modello          | Disponibilità        | Motore  | Cilindrata (cm³) | Potenza        | Coppia max (Nm) | Cambio          | Emissioni CO2 (g/km) | 0–100 km/h (secondi) | Velocità max (km/h) | Consumo medio (km/l) |
| 1.1 55           | dall'esordio al 1999 | Benzina | 1108             | 40 kW (54 CV)  | 88              | 5/6 Manuale     | N.D.                 | 16,5                 | 150                 | 15,7                 |
| 1.2 60           | dall'esordio al 1999 | Benzina | 1242             | 44 kW (60 CV)  | 102             | 5 Manuale - CVT | N.D.                 | 14,5                 | 160                 | 16,0                 |
| 1.2 75           | dall'esordio al 1999 | Benzina | 1242             | 54 kW (73 CV)  | 106             | 5 Manuale       | N.D.                 | 12,0                 | 170                 | 16,0                 |
| 1.2 85 16V       | dal 1997 al 1999     | Benzina | 1242             | 63 kW (86 CV)  | 113             | 5 Manuale       | N.D.                 | 10,9                 | 177                 | 14,1                 |
| 1.4 GT Turbo     | dall'esordio al 1999 | Benzina | 1372             | 96 kW (131 CV) | 200             | 5 Manuale       | N.D.                 | 7,9                  | 205                 | 13,1                 |
| 1.6 90           | dall'esordio al 1997 | Benzina | 1581             | 65 kW (88 CV)  | 127             | 5 Manuale       | N.D.                 | 11,5                 | 178                 | 12,7                 |
| 1.7 D            | dall'esordio al 1997 | Diesel  | 1698             | 42 kW (57 CV)  | 98              | 5 Manuale       | N.D.                 | 20,0                 | 150                 | 16,5                 |
| 1.7 TD 60 (cat)  | dal 1996 al 1999     | Diesel  | 1698             | 46 kW (63 CV)  | 118             | 5 Manuale       | N.D.                 | 16,8                 | 155                 | 16,1                 |
| 1.7 TD 70 (cat)  | dal 1995 al 1999     | Diesel  | 1698             | 51 kW (69 CV)  | 134             | 5 Manuale       | N.D.                 | 14,8                 | 163                 | 15,3                 |
| 1.7 TD (no cat.) | dal 1993 al 1997     | Diesel  | 1698             | 52 kW (71 CV)  | 134             | 5 Manuale       | N.D.                 | 14,8                 | 163                 | 16,8                 |

## Vendite
Questa serie di Punto è stata la vettura straniera più venduta in Francia nel biennio 1998-1999, e ha ottenuto un buon riscontro in quasi tutti i paesi europei, come Regno Unito, Germania e Paesi Bassi.

## Utilizzo da parte delle forze dell'ordine
Molte forze dell'ordine italiane e sammarinesi, tra cui Polizia di Stato, Carabinieri e Vigili del Fuoco, hanno utilizzato la Punto come auto di servizio nel corso degli anni novanta e duemila.

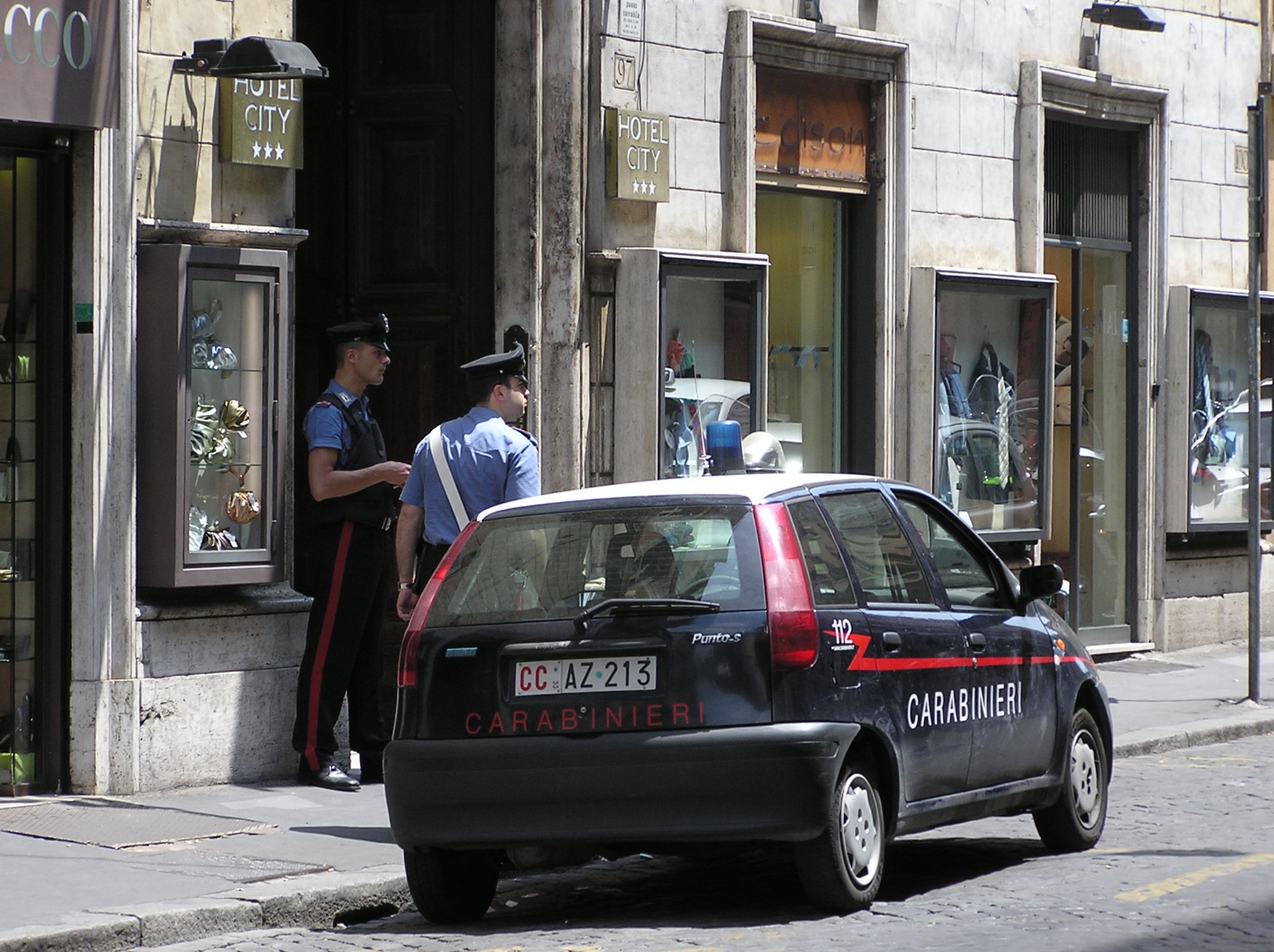
Una Fiat Punto allestita per i Carabinieri